# Bangó
A bangó (Ophrys) a kosborfélék (Orchidaceae) családjának legspecializáltabb és ezzel legváltozatosabb növénynemzetsége. Földtörténeti léptékkel mérve a közelmúltban alakult ki, ám azóta különböző populációi sajátos életmódjuknak megfelelően, viharos sebességgel specializálódtak, mindinkább egy-egy ízeltlábú fajhoz alkalmazkodva. Ez a változatosság fölöttébb megnehezíti az osztályozók munkáját: a máig leírt, több mint 290 taxon (faj, alfaj, változat) rokonsági körökbe sorolása (mindenekelőtt a hipervariábilis morfológiai bélyegek alapján) nagyon bizonytalan – olyannyira, hogy egyes szerzők számos taxon közül mindössze harmincat tekintenek fajnak, míg mások kétszáznál is többet.
Számos természetes hibridjük mellett többet a kertészetekben, dísznövénynek nemesítettek ki.

## Elterjedése, élőhelye
Valamennyi faj az északi flórabirodalomban, azon belül is mediterrán, illetve szubmediterrán éghajlaton él: többségük eurázsiai, egyesek észak-afrikaiak. Jellemzően száraz élőhelyeken fordul elő: a Kárpát-medence növényzetében szubmediterrán elemnek számít.

## Megjelenése
Egy bangófaj magassága sem éri el a 30 cm-t. Fémes színű, szőrös, egyes rovarfajok nőstényeire hasonlító virágai kevés virágú fürtben állnak. A különleges színű és formájú lepellevelek egyrészt felkeltik a rovarok figyelmét, másrészt az ivartájékot védik.
Termése toktermés.

## Életmódja
Valamennyi bangófajt ízeltlábúak porozzák be; a fajok egy-egy beporzó fajra specializálódtak. A rovarokat a virágos növényeknél megszokottól igencsak eltérő módon csalogatják: nem termelnek nektárt, viszont virágaik a beporzó faj nőstényeihez hasonlatossá alakultak; ebben a vezérszerepet a virág mézajaknak nevezett része játssza. Több faj még az illető faj nőstényeinek jellegzetes feromonjaihoz megtévesztően hasonló illatanyagot is termel. Mindez arra készteti az illető rovarfaj hímjeit, hogy megpróbáljanak párosodni a nősténynek vélt virágokkal, és eközben beporozzák azokat.

## Rendszertani felosztása
A bangók rendszerezése sok tekintetben tisztázatlan, a nemzetség nagyon változékony, sok a természetes hibrid. Nem pontosan tisztázottak a faj-alfaj viszonyok sem. A nemzetségben többé-kevésbé biztosan az alábbi fajokat különítik el:

### Magyarországonis őshonos fajok
- Méhbangó (O. apifera).
- Szarvas bangó (O. cornuta, illetve O. scolopax subsp. cornuta).
- Poszméhbangó (O. holoserica, O. episcopalis); újabban az (O. fuciflora) fajjal azonosnak tekintik.
- Légybangó (O. insectifera).
- Pókbangó (párkányos bangó, O. sphegodes, illetve O. sphecodes, O. arachnitiformis, O. aranifera, O. exaltata).
- Holuby-bangó (O. holoserica var. holubyana); a magyar nyelvű hivatkozások többsége (O. holubyana) néven önálló fajnak írja le.

Sok hibrid is előfordul.

### További fajok
| - O. umbilicata-csoport: | Köldökös bangó (O. umbilicata), O. attica, Sárga szélű bangó (O. flavomarginata) |

| - O. apifera-csoport: | O. apifera, Schulz-bangó (O. schulzei) |

| - O. crabonifera-csoport: | Lódarázsbangó (O. crabronifera), Szemüveges bangó (O. biscutella) |

| - O. bertolonii-csoport: | Bertoloni-bangó (O. bertolonii), O. catalaunica, O. bertoloniiformis, O. benacensis, O. promontorii |

| - O. bornmuelleri-csoport: | Bornmüller-bangó (O. bornmuelleri), Levantei bangó (O. levantina) |

| - Arachnitiform típus: | Moris-bangó (O. morisii), Tirrén bangó (O. tyrrhena), Sipontói bangó (O. sipontensis), Pompás bangó (O. splendida), Aveyroni bangó (O. aveyronensis), Spruner-bangó (O. spruneri syn. O. sphaciotica), O. turcomanica |

| További fajok és szinonim nevek | További fajok és szinonim nevek | További fajok és szinonim nevek | További fajok és szinonim nevek |
| --- | --- | --- | --- |
| - O. aegirtica - O. akhdarensis - O. alasiatica - O. annae - O. antiochiana - O. archipelagi - O. argentaria - O. argentoriensis - O. ariadnae - O. attaviria - O. aurelia - O. ausonia - O. balearica - O. basilissa - O. bilunulata - O. calypsus - O. cerastes - O. cesmeensis - O. ceto - O. conradiae - O. cornutula | - O. crassicornis - O. cretensis - O. dodekanensis - O. doerfleri - O. drumana - O. eleonorae - O. eptapigiensis - O. equinum - O. explanata - O. forestieri - O. gackiae - O. gortynia - O. grigoriana - O. halia - O. helios - O. herae - O. holosericea - O. iceliensis - O. illyrica - O. incantata - O. israelitica | - O. kopetdagensis - O. lacaena - O. latakiana - O. laurensis - O. liburnica - O. lindia - O. lucis - O. lupercalis - O. lyciensis - O. magniflora - O. marmorata - O. maxima - O. mesaritica - O. minoa - O. morio - O. negadensis - O. ortuabis - O. panattensis - O. parvula - O. passionis - O. perpusilla | - O. persephonae - O. pharia - O. phryganae - O. picta - O. pseudapifera - O. pseudobertolonii - O. regis - O. rhodia - O. rhodostephane - O. sabulosa - O. santonica - O. sepioides - O. sitiaka - O. sphegifera - O. sulcata - O. virescens - O. zonata |

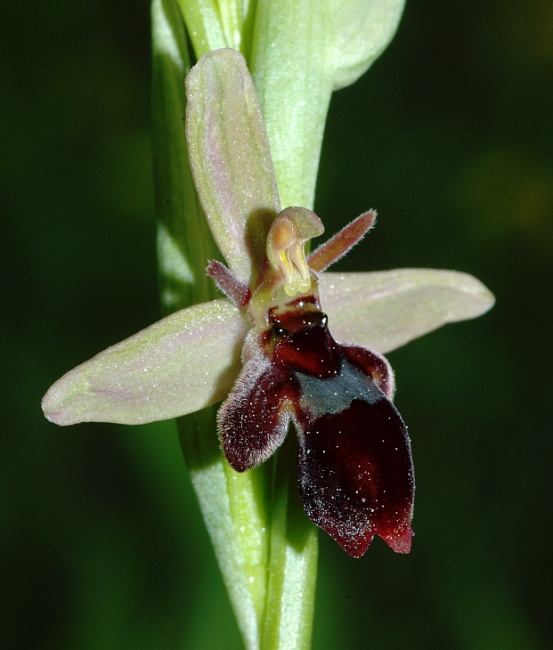
Hibrid bangó (Ophrys apifera × Ophrys insectifera) virága
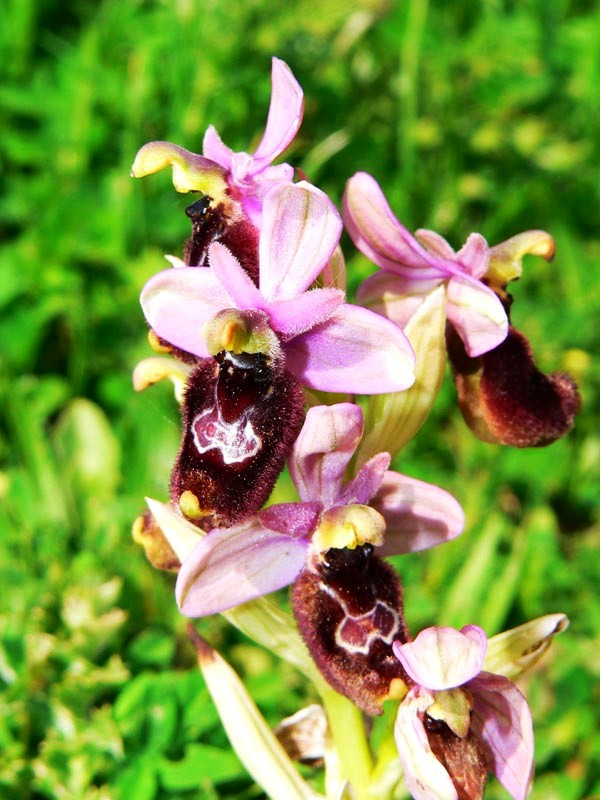
Hibrid bangó (Ophrys × inzengae) virága
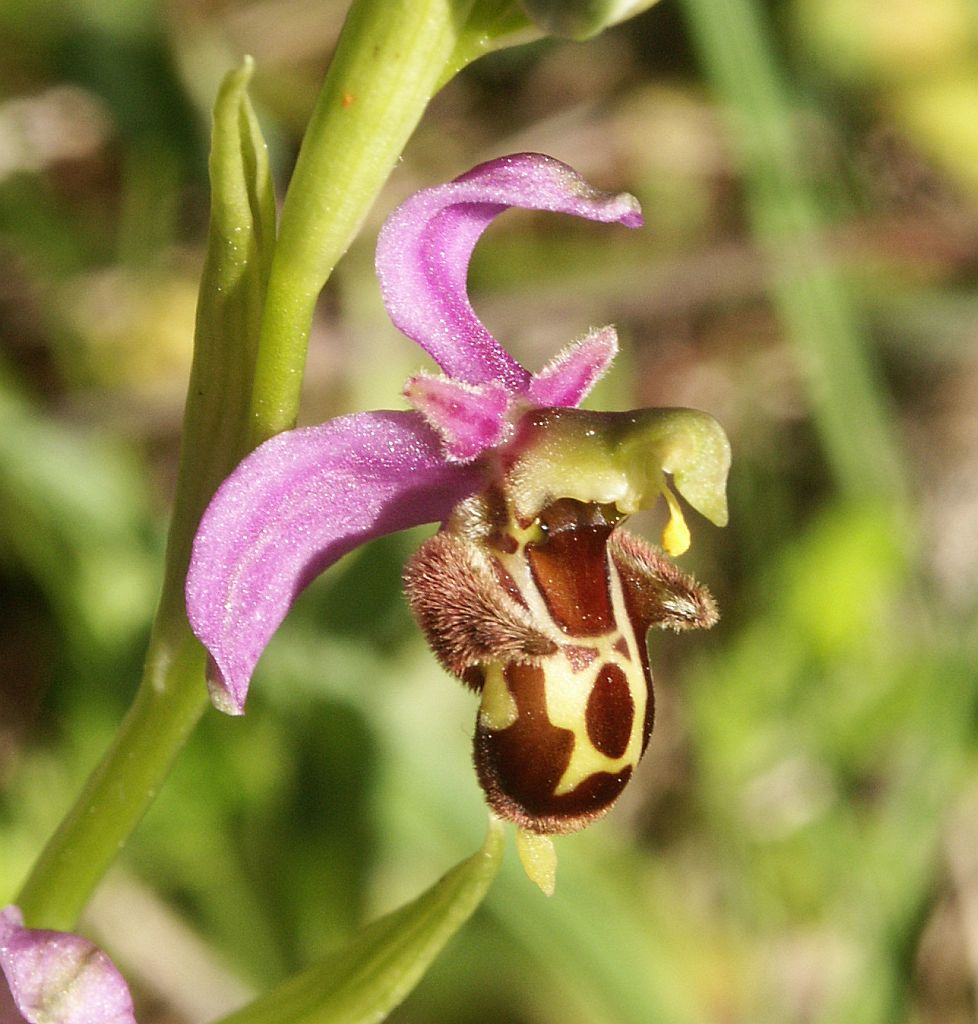
Hibrid bangó (Ophrys × albertiana) virága
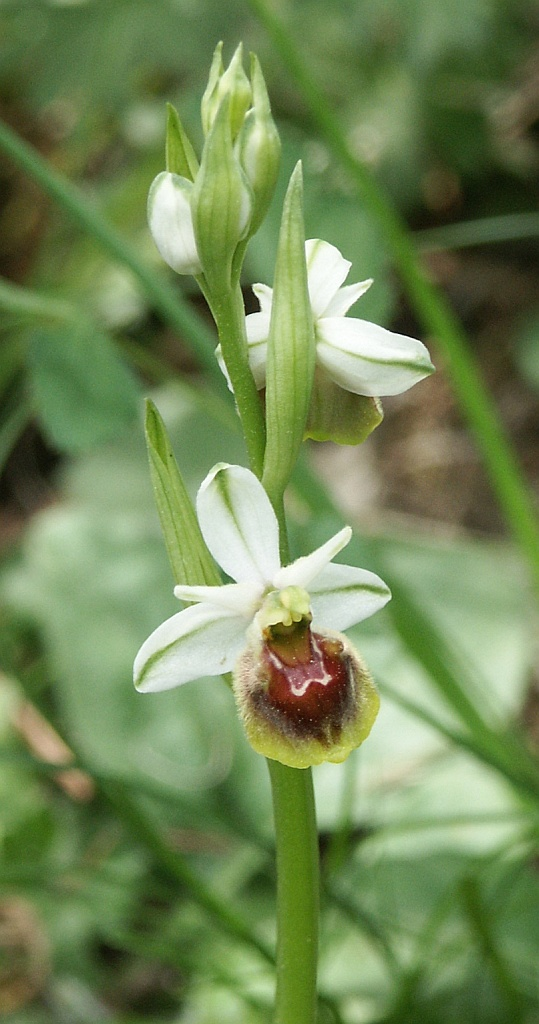
Hibrid bangó (Ophrys × pulchra = Ophrys araneola × Ophrys holoserica) virága
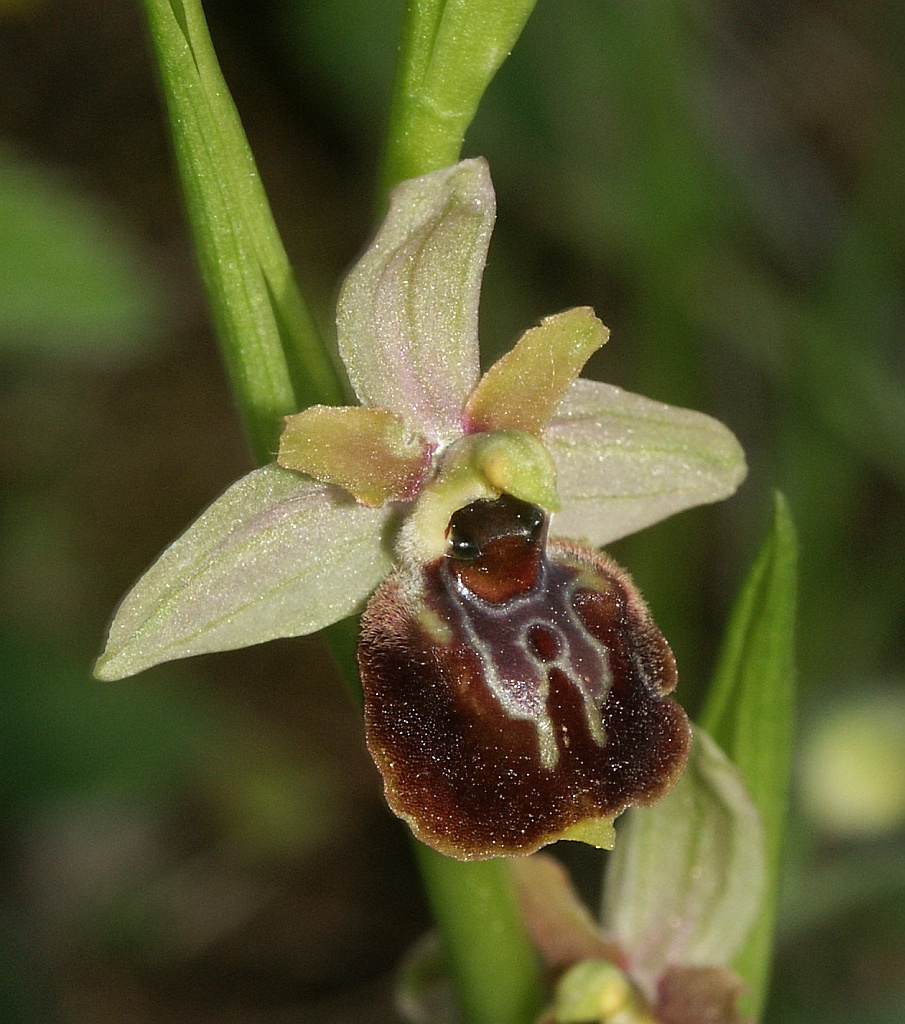
Hibrid bangó (Ophrys × aschersonii) virága
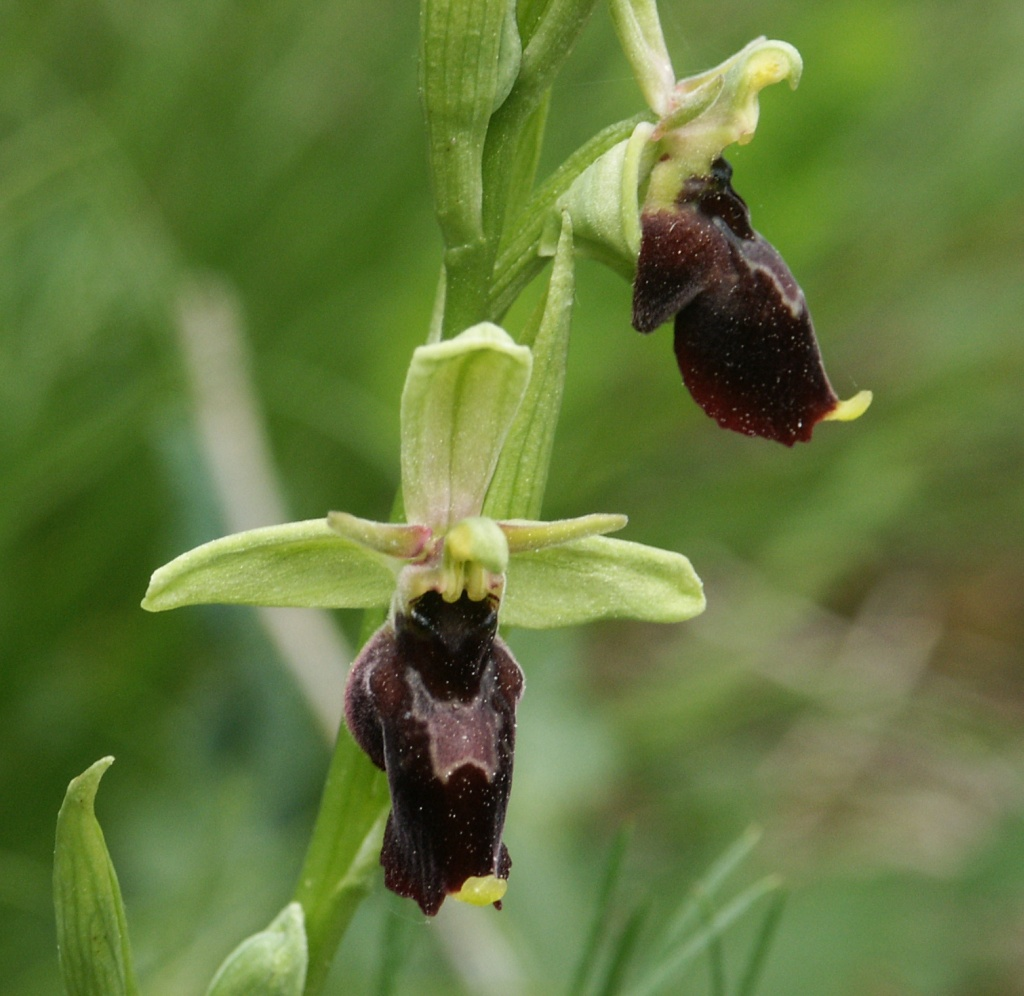
Hibrid bangó (Ophrys × devenensis) virága
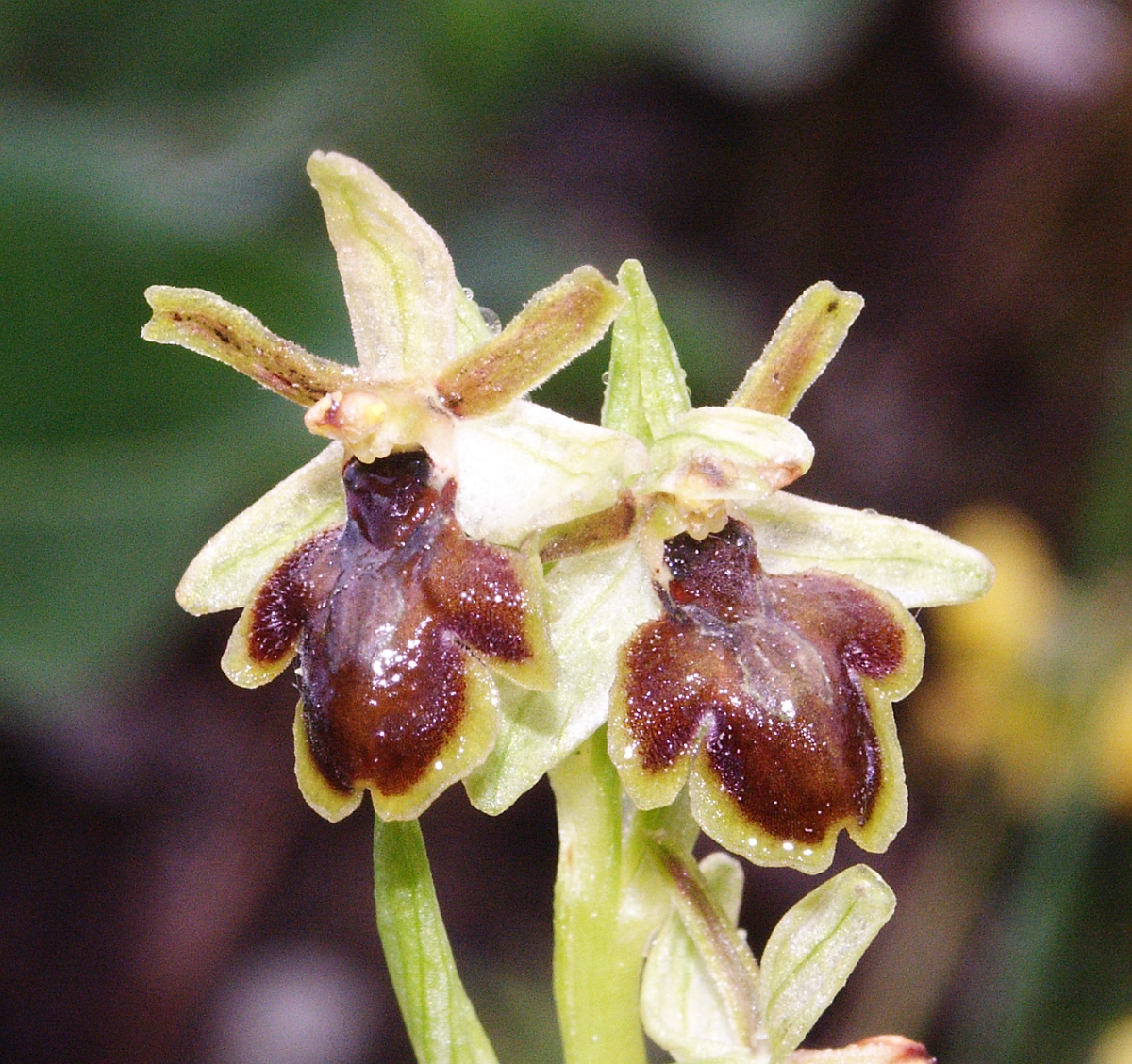
Hibrid bangó (Ophrys × apicula) virága
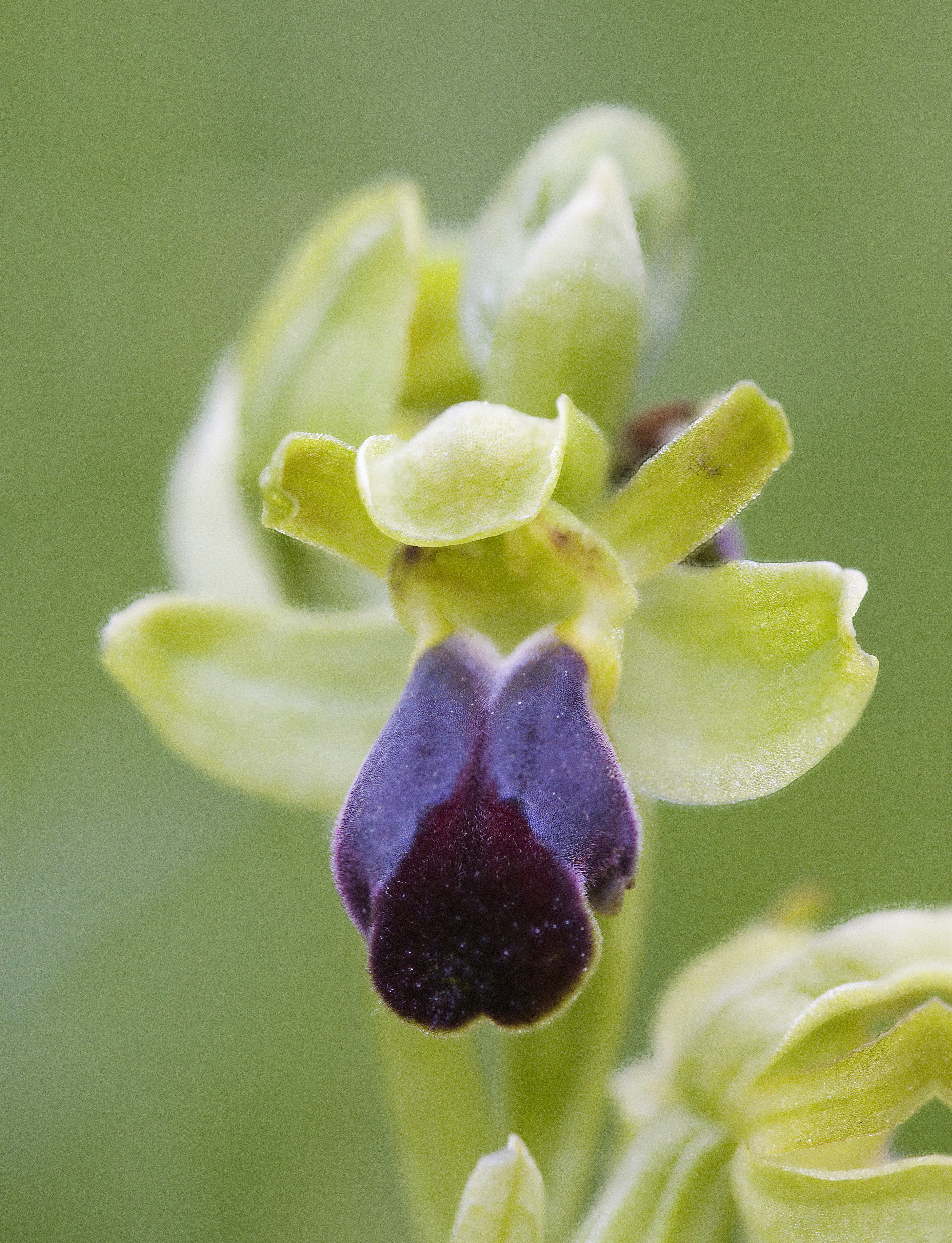
Ophrys sulcata